# Ржевуский, Адам Станиславович
Граф А́дам Стани́славович Ржеву́ский (пол. Adam Wawrzyniec Rzewuski; 1760—1825) — польский литератор из рода Ржевуских, чиновник на службе Речи Посполитой, а после её ликвидации — Российской империи.

## Биография
Старший сын хорунжего великого литовского Станислава Фердинанда Ржевуского, внук Вацлава Ржевуского, племянник гетмана польного коронного Северина Ржевуского.
Родился 10 (21) августа 1760 года в Несвижском замке, родовом имении своего деда (по матери) Михаила Рыбоньки.
Уже в возрасте 22 лет, выступая на Сейме, обратил на себя внимание своим красноречием и глубоким пониманием дел. В 27 лет был отправлен послом в Данию и с успехом выполнил свою миссию; через два года, за выдающуюся политическую деятельность, он стал сенатором, будучи избранным каштеляном витебским.
После разделов Речи Посполитой, когда значительная часть её перешла к России, Ржевуский был принят на российскую службу с чином действительного статского советника и назначен председателем гражданской палаты во вновь образованной Брацлавской губернии. В 1808 году киевское дворянство избрало его своим губернским маршалом.
Назначение присутствовать в Сенате он получил 19 ноября 1817 года.
Скончался он в своём имении Погребищах 12 (24) января 1825 года.

## Сочинения
Ржевуский оставил после себя несколько сочинений политического характера, из которых большинство осталось в рукописях. Так, известна его «Записка о царствовании короля Станислава-Августа»; достойны внимания также: «Разговоры в царстве мёртвых», «Замечания на польские законы», поправки ошибок в сочинении генерала Дюмурье «О конфедерации в Баре». Ржевуский не был чужд и изящной литературе: он известен, как автор многих лирических стихотворений; кроме того, им сделаны стихотворные переводы Тибулловых элегий и трагедий — «Полиевкт» и «Смерть Цезаря».
Им напечатаны: 1) «O reformie rządu republikańskiego myśli», Варшава, 1790 г.; 2) «O proponowanej przez dwór londyński cesji miasta Gdańska cum teritorio, dla dworu berlińskiego uwaga»", неизв. года.

## Дети
Все дети от первого брака с Юстиной Рдультовской:
1. Генрих (1791—1866), автор исторических романов на польском языке.
2. Каролина (1795—1885), хозяйка известного одесского салона, возлюбленная Пушкина и Мицкевича, гражданская жена генерала Витта.
3. Адам (1801—1888), генерал-адъютант и генерал от кавалерии на русской службе, отец аферистки Екатерины Радзивилл.
4. Эвелина Констанция Виктория (1803—1882) — жена французского романиста Бальзака.
5. Александра Алина, жена Александра Монюшко, брата знаменитого композитора; жила в Варшаве.
6. Полина, жена одесского негоцианта Яна Ризнича (первым браком женатого на Амалии Ризнич).
7. Эрнест (1812—1862), польский помещик, с 1856 года носил графский титул.